# Хазелунд
Хазелунд (њем. Haselund) општина је у њемачкој савезној држави Шлезвиг-Холштајн. Једно је од 132 општинска средишта округа Нордфризланд. Према процјени из 2010. у општини је живјело 916 становника. Посједује регионалну шифру (AGS) 1054041.

## Географски и демографски подаци
Хазелунд се налази у савезној држави Шлезвиг-Холштајн у округу Нордфризланд. Општина се налази на надморској висини од 20 метара. Површина општине износи 12,8 km². У самом мјесту је, према процјени из 2010. године, живјело 916 становника. Просјечна густина становништва износи 72 становника/km².